# Даразак
Даразак (фр. Darazac) насеље је и општина у централној Француској у региону Лимузен, у департману Корез која припада префектури Тил.
По подацима из 2011. године у општини је живело 156 становника, а густина насељености је износила 10,72 становника/km². Општина се простире на површини од 14,55 km². Налази се на средњој надморској висини од 557 метара (максималној 623 m, а минималној 391 m).

## Демографија
| 1962. | 1968. | 1975. | 1982. | 1990. | 1999. | 2011. |
| ----- | ----- | ----- | ----- | ----- | ----- | ----- |
| 253   | 270   | 246   | 182   | 149   | 139   | 156   |

График промене броја становника у току последњих година